# Babadrasterius
Babadrasterius là một chi bọ cánh cứng trong họ 
Elateridae.
Chi này được miêu tả khoa học năm 1994 bởi Ôhira.

## Các loài
Các loài trong chi này gồm:
- Babadrasterius sexpunctatus (Miwa, 1927)
- Babadrasterius triangularis (Eschscholtz, 1822)
- Babadrasterius urabensis Ôhira, 1994